# ロリン・マゼール
ロリン・マゼール（Lorin Maazel, 1930年3月6日 - 2014年7月13日）は、フランス・パリ近郊、ヌイイ＝シュル＝セーヌ（Neuilly-sur-Seine）生まれ、アメリカ出身の指揮者・ヴァイオリニスト・作曲家。ピッツバーグ大学卒業。

## 人物・来歴

### 早年期
ユダヤ系ロシア人の父と、ハンガリーとロシアのハーフである母の家庭に生まれる。ユダヤ・ロシア・ハンガリーの血を引いている。生後ほどなくしてアメリカに一家で移住し、5歳の頃からヴァイオリンを、7歳の頃から指揮の勉強を始めるが、天才振りを発揮したのは主に指揮の方面であった。8歳の時にニューヨーク・フィルハーモニックを指揮して指揮者デビューを飾り、以後9歳でレオポルド・ストコフスキーの招きでフィラデルフィア管弦楽団を指揮、11歳でアルトゥーロ・トスカニーニに認められNBC交響楽団の夏季のコンサートを指揮した。10代半ばまでには全米のほとんどのメジャー・オーケストラの指揮台に上がっている。

### 青年期、そしてデビューへ
ピッツバーグ大学在学中は言語学、数学及び哲学を専攻する一方、ピッツバーグ交響楽団においてヴァイオリニストとして活躍し、またアート弦楽四重奏団を結成した。1952年、フルブライト奨学金の試験に合格したマゼールはイタリアに渡り、バロック音楽を研究する日々を送る事になる。その翌年カターニアでヨーロッパデビューを飾り、1960年にはバイロイト音楽祭に史上最年少でデビュー、フェルディナント・ライトナーと交代で『ローエングリン』を指揮した。1963年にはザルツブルク音楽祭にデビュー、チェコ・フィルハーモニー管弦楽団とのコンサートでは、ヴァイオリンを弾きながら指揮をする「弾き振り」で話題となった（モーツァルトのヴァイオリン協奏曲第3番）。
1965年にはベルリン・ドイツ・オペラとベルリン放送交響楽団（旧西ベルリン、現在はベルリン・ドイツ交響楽団）の音楽監督（どちらも早世したフェレンツ・フリッチャイの後任）に就任。1972年にはジョージ・セル死去後空席となっていたクリーヴランド管弦楽団の音楽監督に就任した。1982年にはウィーン国立歌劇場の総監督に昇りつめ、また1980年からボスコフスキーの後を次いでウィーンフィル・ニューイヤーコンサートの指揮者を務めるなど（1980年から1986年までの毎年。それ以後もたびたび出演して、生涯登場回数11回は、ボスコフスキー、クラウスに次ぐ史上第3位。レギュラー指揮者としては現在のところ最後）順調な指揮者人生を極めつつあった。ニューイヤーコンサートは現在年ごとに指揮者を選任するスタイルとなっており、レギュラー指揮者は今のところマゼールが最後であるが、前任のボスコフスキー、クレメンス・クラウス、ヨゼフ・クリップスがいずれも生粋のウィーン生まれでウィンナワルツを得意としていたのに比べ、外国人でこうした曲種から縁遠いイメージがあったマゼールがこの座に迎えられたことは意外性をもって受け止められた。しかし、あえてこの人選に踏み切ったウィーンフィルからの強い信頼にこたえ、同コンサートをいっそう国際的に飛躍させるために貢献した。マゼールの7年間を経て、同コンサートは毎年指揮者が替わる輪番制に移行したが、マゼールは移行後も4回登板、計11回指揮をつとめている。これはボスコフスキーに次ぐ数字である。

### 挫折、そして復帰へ
しかし、1984年にウィーンのポストを追われてからは、それまでとは一転して、マゼールの指揮者人生に波乱の影がさしてゆく。この時期のマゼール最大の挫折は、ヘルベルト・フォン・カラヤン辞任後の後任を探していたベルリン・フィルハーモニー管弦楽団の音楽監督のポストを逃したことであった。マゼールは、ベルリン・フィルとは1950年代後半からドイツ・グラモフォンにレコーディングを行う（この時期の同団はカラヤンだけでなくケンペ、ベーム、クリュイタンスなど数人の指揮者と継続的な録音を行っており、その中でマゼールはとびぬけて若かった）など30年来の関係であり、1960年代には西ベルリンの残る二大団体（ドイツオペラ、放送交響楽団）を長らく統率して市民にも馴染みが深かった。マゼール自身、「自分が間違いなく選ばれる」と思っていたこともあり、「新音楽監督はマゼール」というムードが広がっていたが、結果として選ばれたのはクラウディオ・アバドだった。マゼールの落ち込みようは凄まじく、以後1999年までベルリン・フィルの出演要請に応えなかったほどであった。ウィーン・フィルとこそ関係は切れなかったが、同国立歌劇場とベルリン・フィルは、カラヤンが楽壇の帝王と呼ばれ始めた時期に統べた二大ポジションであり、それが同時にマゼールの手からすべり落ちたことになる。その後短期間だが出演料の支払い通貨を指定したりコンサートの客入りが悪いとドタキャンするなど傲慢な態度を示すようになった。しばらくの間はバイエルン放送交響楽団と古巣のピッツバーグ交響楽団の音楽監督を務める傍らで、1994年からはニューイヤーコンサートに復帰。またヴァイオリニストとしてのCDのリリースや、作曲活動の開始など落選の傷を癒すかのごとく活動の場を広げた。音楽活動の一方で、環境問題への提言や国際連合諸機関に対するチャリティー・コンサートに取り組むなど慈善活動も活発に行うようになり、国際連合からは「国連友好大使」の称号を、またフランス、ドイツ、イタリアなどからは各国の最高級の勲章を授与されている。

### ニューヨーク・フィル音楽監督時代とその後
2002年に楽員の総意によりニューヨーク・フィルハーモニックの音楽監督に就任。2008/09年のシーズンまで務めた。また2004年には団員が全員「団員」としてではなく「ソリスト」として契約しているアルトゥーロ・トスカニーニ・フィルハーモニー管弦楽団（「トスカニーニ・フィルハーモニー管弦楽団」「トスカニーニ交響楽団」と表記されることもある）の才能に以前から惚れ込んでいたこともあり、このオーケストラの音楽監督に就任し、同楽団の運営主体が2006年に財団法人に改組されると、改めて同楽団の音楽監督に就任。また、同年からバレンシアにあるソフィア王妃芸術館（よく似た名前のソフィア王妃芸術センターと混同してはいけない）の音楽監督も兼ねている。前者に関しては「このポストを生涯続ける」という声明を出している。2005年5月3日には、ジョージ・オーウェルの小説『1984年』に基づく自作のオペラ「1984年」がロンドンのロイヤルオペラで初演され、大喝采を浴びた。2008年2月26日には、米朝関係の緊張する中、北朝鮮の東平壌大劇場でニューヨーク・フィルの平壌公演を指揮して話題となった。アメリカのオーケストラが同国で演奏するのはこれが初めてであった。
2012年の新シーズンより、離任するクリスティアン・ティーレマンの後任として、ミュンヘン・フィルハーモニー管弦楽団の首席指揮者に就任した。2015年以降の首席指揮者が決定するまでの3年間契約での暫定的な就任だったが、2014年に健康上の理由から任期1年を残して退任した。
2014年7月13日に、ヴァージニア州キャッスルトンの自邸にて、肺炎及びその合併症の為に死去。84歳没。

## 日本との関わり
日本には1963年のベルリン・ドイツ・オペラ初来日公演にカール・ベームらに同行し初来日（当時の表記は「ローリン・マーツェル」）。「トリスタンとイゾルデ」の日本初演を指揮した他、公演後に東京交響楽団や読売日本交響楽団や日本フィルハーモニー交響楽団に来演している。
これ以後30回近く来日しており、音楽監督に就いたオーケストラとはすべて来日公演を行っている。またウィーン・フィルハーモニー管弦楽団をはじめ、フィルハーモニア管弦楽団、イスラエル・フィルハーモニー管弦楽団、ミラノ･スカラ座、さらには臨時編成のオーケストラ「スーパーワールドオーケストラ2001」などとも共演・来日公演を重ねた。2010年12月31日には、東京文化会館において、臨時編成の岩城宏之メモリアル・オーケストラと共演し、ベートーヴェンの全交響曲を指揮する（ベートーヴェンは凄い! 全交響曲連続演奏会）。2012年10月にはNHK交響楽団と初共演し、3回の定期公演とNHK音楽祭にて指揮したが、2014年のPMFはマゼールの体調不良によりプログラムBはジョン・ネルソンが、ガラコンサートは佐渡裕が指揮した。最後の来日公演は、その前年2013年4月のミュンヘン・フィルハーモニー管弦楽団との日本公演だった。

## 主な作品
- モナコ・ファンファーレ　Op.8　(1993年)
- チェロと管弦楽のための音楽 Op.10（ムスティスラフ・ロストロポーヴィチの委嘱）
- フルートと管弦楽のための音楽 Op.11（ジェームズ・ゴールウェイに献呈）
- ヴァイオリンと管弦楽のための音楽 Op.12
- 交響的断章『フェアウェル』（ウィーン・フィルハーモニー管弦楽団の委嘱作品）　Op.14
- ヴェイパーズ＆ケイパーズ/アイルランドの9つの詩
- 真珠、少女（A Pearl,A Girl）
- オペラ『1984年』（2幕）
- 言葉のない『指環』(『ニーベルングの指環』の管弦楽編曲)